# Milan-San Remo 1910
La 4e édition de la course cycliste, Milan-San Remo a eu lieu le 3 avril 1910 et a été remportée par le Français Eugène Christophe. 
Cette édition est certainement la plus pénible pour les coureurs en raison des conditions météorologiques. Parti de Milan sous la pluie, transi de froid après avoir roulé dans 20 cm de neige au Passo del Turchino, réchauffé par des paysans, Eugène Christophe s'impose avec une heure d'avance sur le second.
Partis à 63, seulement 4 concurrents sont officiellement classés. D'autres coureurs ont terminé la course bien après, mais les commissaires de courses étaient rentrés chez eux. Luigi Ganna, initialement deuxième, est déclassé pour avoir utilisé une voiture. Le vainqueur Eugène Christophe a mis plusieurs années à se remettre de cette course.

## Résumé
63 coureurs prennent le départ de la course à Milan à 6 heures, quand il est annoncé que des lourdes chutes de neige sont tombées sur le Passo del Turchino, ce qui incite certains coureurs à rentrer immédiatement chez eux. Cyrille Van Hauwaert, le vainqueur de la course 1908, s'échappe et obtient trois minutes d'avance sur Octave Lapize, Luigi Ganna et Ernest Paul quand ils atteignent Ovada. Eugène Christophe suit à la cinquième place à 10 minutes.
Comme le temps se détériore, seuls trente coureurs sont encore en course à Masone et trouvent la force de marcher et de porter leurs vélos jusqu'à la montée. Au sommet du Turchino, après cinq heures de course, Van Hauwaert est toujours en tête, suivi de Christophe à 10 minutes, Paul à 19 minutes et Ganna à 22. Van Hauwaert chute  dans la descente enneigée et cherche refuge dans un chalet. Lorsqu'il est assez réchauffé, il refuse de reprendre la course.
Pendant ce temps, Eugène Christophe, après s'être reposé, continue son chemin dans une paire de pantalons longs, et part à la poursuite des nouveaux leaders Pierino Albini et Luigi Ganna. À Savone, Christophe prend les devants, suivi par Ganna à 15 minutes et Albini à 26. Christophe s'arrête à nouveau pour manger et couper son pantalon qui est empêtré dans sa chaîne. 
Christophe s'impose en solitaire, alors qu'il pense avoir pris une mauvaise route et qu'il ne se rend pas compte qu'il est le premier à atteindre San Remo. Il termine la course en 12 heures et 24 minutes, l'édition la plus lente de l'histoire. Luigi Ganna, le vainqueur de l'année précédente, est deuxième à 39 minutes et 30 secondes, mais est disqualifié pour avoir fait une partie du trajet en voiture.
Après la course, Christophe est hospitalisé pour des engelures aux mains et d'autres dommages du corps causé par le froid. Il passe un mois dans un hôpital de San Remo et il lui faut encore deux ans pour revenir à son état de santé d'origine.

## Classement final
|   | Cycliste          | Pays   | Équipe        | Temps             |
| - | ----------------- | ------ | ------------- | ----------------- |
| 1 | Eugène Christophe | France | Alcyon-Dunlop | 12 h 24 min 00 s  |
| 2 | Giovanni Cocchi   | Italie | -             | + 1 h 01 min 00 s |
| 3 | Giovanni Marchese | Italie | -             | + 1 h 17 min 00 s |
| 4 | Enrico Sala       | Italie | Senior-Polack | + 2 h 06 min 00 s |